# بروس بويس
بروس بويس هو مغني أوبرا ومغني كندي، ولد في 2 سبتمبر 1910، وتوفي في 11 مايو 1996.